# Приєднане представлення групи Лі
У теорії груп Лі приєднаним представленням групи Лі G називається представлення елементів групи, як лінійних відображень на відповідній алгебрі Лі. Дане представлення є гомоморфізмом груп Лі. Його диференціал є представленням алгебри Лі, що називається приєднаним представленням алгебри Лі.

## Визначення

### Приєднане представлення груп Лі
Нехай {\displaystyle G} — група Лі, а {\displaystyle {\mathfrak {g}}} — відповідна їй алгебра Лі, яку можна ідентифікувати з дотичним простором в одиниці {\displaystyle {\mathfrak {g}}\simeq T_{e}G} або з простором лівоінваріантних векторних полів на G.
Для кожного елемента {\displaystyle g\in G} можна ввести відображення спряження {\displaystyle C_{g}\colon G\to G} визначене як:
{\displaystyle C_{g}(h):=ghg^{-1}\ \forall \ h\in G.}
Це відображення є оборотним і гладким. Також очевидно що {\displaystyle C_{g}(e):=e,\ \forall \ g\in G.}
Тому визначений диференціал {\displaystyle d_{e}C_{g}\colon T_{e}G\rightarrow T_{e}G,} який є оборотним лінійним відображенням на {\displaystyle T_{e}G.} Відповідно існує відображення
{\displaystyle \mathrm {Ad} :G\to GL({\mathfrak {g}})}
визначене як
{\displaystyle \mathrm {Ad} (g)=d_{e}C_{g}.}
Воно є гомоморфізмом груп Лі і називається приєднаним представленням групи Лі G.

### Приєднане представлення алгебр Лі
Оскільки Ad є гладким відображенням для нього теж можна визначити диференціал. Диференціал відображення Ad в одиниці
{\displaystyle \mathrm {ad} :=d_{e}\mathrm {Ad} \colon {\mathfrak {g}}\to End({\mathfrak {g}})}
називають приєднаним представленням алгебри Лі {\displaystyle {\mathfrak {g}}.} Дане відображення набуває значень у множині {\displaystyle End({\mathfrak {g}})} усіх лінійних відображень простору {\displaystyle {\mathfrak {g}}\simeq T_{e}G} в себе. {\displaystyle End({\mathfrak {g}})} є алгеброю Лі для групи Лі {\displaystyle GL({\mathfrak {g}}).}
Еквівалентно {\displaystyle \mathrm {ad} } можна задати за допомогою комутатора відповідних лівоінваріантних векторних полів. Якщо {\displaystyle V_{X},V_{Y}} лівоінваріантні векторні поля для яких {\displaystyle V_{X}(e)=X,\,\,V_{Y}(e)=Y} то їх дужка Лі визначена як {\displaystyle [V_{X},V_{Y}]f=V_{X}(V_{Y}f)-V_{Y}(V_{X}f)} буде теж лівоінваріантним векторним полем. Тоді за означенням {\displaystyle \mathrm {ad} (V_{X})(V_{Y})=[V_{X},V_{Y}]}. 
Оскільки 
{\displaystyle \mathrm {ad} (X)(Y)=d_{e}\mathrm {Ad} (X)(Y)={d \over dt}{\Big |}_{t=0}\mathrm {Ad} (\exp(tX))Y={d \over dt}{\Big |}_{t=0}d(r_{\exp(-tX)})\circ d(l_{\exp(tX)})Y={d \over dt}{\Big |}_{t=0}d(r_{\exp(-tX)})V_{Y}(\exp(tX))=[V_{X},V_{Y}]_{e}}
то два означення є еквівалентні, зокрема якщо позначити {\displaystyle [X,Y]=\mathrm {ad} (X)(Y)}то {\displaystyle [V_{X},V_{Y}]=V_{[X,Y]}}. У рівностях позначено {\displaystyle r_{g},l_{g}}— відображення множення справа і зліва на елемент g  і використано той факт, що {\displaystyle f(t,g)=g\exp(tX)}є потоком лівоінваріантного векторного поля {\displaystyle V_{X}}разом із еквівалентністю означень дужок Лі векторних полів через диференціальні оператори і потоки.

## Матричні групи
Для загальної лінійної групи {\displaystyle GL(n,\mathbb {C} )} алгеброю Лі {\displaystyle {\mathfrak {g}}} є множина {\displaystyle {\mathfrak {g}}l(n,\mathbb {C} )\simeq M(n,\mathbb {C} )} усіх квадратних матриць розмірності n.
Для {\displaystyle g\in GL(n,\mathbb {C} ),\;X,Y\in M(n,\mathbb {C} )} приєднане представлення {\displaystyle GL(n,\mathbb {C} )} визначається рівністю:
{\displaystyle \mathrm {Ad} (g)(X)=gXg^{-1},}
а приєднане представлення алгебри Лі  {\displaystyle M(n,\mathbb {C} )} рівністю:
{\displaystyle \mathrm {ad} (X)(Y)=XY-YX=[X,Y].}

## Властивості
Нижче використовуються також позначення {\displaystyle \mathrm {Ad} _{g}:=\mathrm {Ad} (g),\quad \mathrm {ad} _{X}:=\mathrm {ad} (X)}:
- Якщо {\displaystyle g,h\in G} — елементи групи Лі, то {\displaystyle \mathrm {Ad} _{gh}=\mathrm {Ad} _{g}\mathrm {Ad} _{h},\;(\mathrm {Ad} _{g})^{-1}=\mathrm {Ad} _{g^{-1}}.}
- Для {\displaystyle g\in G,\;X\in {\mathfrak {g}},} виконується рівність {\displaystyle \mathrm {Ad} _{g}\circ \mathrm {ad} (X)\circ \mathrm {Ad} _{g^{-1}}=\mathrm {ad} (\mathrm {Ad} _{g}X).}
- Для значення {\displaystyle \mathrm {ad} _{X}Y,\;X,Y\in {\mathfrak {g}}} використовується позначення {\displaystyle [X,Y].}  Оператор {\displaystyle [X,Y]} є білінійним, антисиметричним і задовольняє тотожності Якобі:

{\displaystyle \forall \,X,Y,Z\in {\mathfrak {g}}\;\colon [[X,Y],Z]+[[Y,Z],X]+[[Z,X],Y].}
- {\displaystyle \mathrm {Ad} _{g}[X,Y]=[\mathrm {Ad} _{g}X,\mathrm {Ad} _{g}Y],\quad \forall \,g\in G,\,X,Y\in {\mathfrak {g}},} тобто {\displaystyle \mathrm {Ad} _{g}} є автоморфізмом алгебри Лі.
- {\displaystyle \mathrm {ad} _{[X,Y]}=[\mathrm {ad} _{X},\mathrm {ad} _{Y}],\quad \forall \,X,Y\in {\mathfrak {g}},} де дужки Лі в лівій частині рівності є дужками Лі  в алгебрі Лі {\displaystyle {\mathfrak {g}},} а справа — комутатор матриць.
- {\displaystyle \mathrm {ad} _{X}[Y,Z]=[\mathrm {ad} _{X}Y,Z]+[Y,\mathrm {ad} _{X}Z],\quad \forall \,X,Y,Z\in {\mathfrak {g}},} тобто {\displaystyle \mathrm {ad} _{X}} є диференціюванням в алгебрі Лі.
- Якщо {\displaystyle \gamma _{X}(t)} — деяка гладка крива в групі G, що проходить через одиницю і в одиниці дотичним вектором якої є X (прикладом такої кривої є {\displaystyle \exp(tX)}). Тоді {\displaystyle \mathrm {ad} _{X}={\frac {\rm {d}}{{\rm {d}}t}}{\Bigg (}\mathrm {Ad} (\gamma _{X}(t)){\Bigg )}_{t=0}.}
- {\displaystyle g\exp Xg^{-1}=\exp(\mathrm {Ad} _{g}X),\quad \forall \,g\in G,\,X\in {\mathfrak {g}}.}
- {\displaystyle \mathrm {Ad} (\exp X)=\exp(\mathrm {ad} (X)),\quad \forall \,X\in {\mathfrak {g}},} де зліва є експонента у групі Лі, а справа — звичайна експонента матриці.